# Sophronisca annulicornis
Sophronisca annulicornis là một loài bọ cánh cứng trong họ Cerambycidae.